# فینال لیگ کنفرانس اروپا ۲۰۲۳
فینال لیگ کنفرانس اروپا ۲۰۲۳ بازی نهایی لیگ کنفرانس اروپا ۲۳–۲۰۲۲، دومین فصل از سطح سوم مسابقات فوتبال باشگاهی اروپا است که توسط یوفا برگزار شد. این بازی در ورزشگاه سینوبو در شهر پراگِ جمهوری چک در تاریخ ۱۰ ژوئن ۲۰۲۳ برگزار شد.باشگاه فوتبال فیورنتینا و باشگاه فوتبال وستهام یونایتد فینالیست‌های این دوره از مسابقات لیگ کنفرانس اروپا بودند. در نهایت این وستهام یونایتد بود که برای اولین بار فاتح لیگ کنفرانس اروپا شد.

## جستار های وابسته
• فینال لیگ قهرمانان اروپا ۲۰۲۳
• فینال لیگ اروپا ۲۰۲۳
• سوپرجام اروپا ۲۰۲۳